# مجموعة مولدة لزمرة

جذور الوحدة من الدرجة الخامسة في المستوى العقدي تشكلن زمرة تحت عملية الضرب. كل عنصر من عناصر هذه المجموعة، ومختلف عن العنصر المحايد (الواحد) مو عنصر مولد للزمرة الأصلية.

في الجبر التجريدي، مجموعة مولدة لزمرة (بالإنجليزية: Generating set of a group)‏ هي مجموعة جزئية حيث يمكن أن يُعبَّر عن جميع عناصر الزمرة بواسطة تأليف ما لعدد منته من عناصر هذه المجموعة الجزئية بالإضافة إلى معاكساتهن.

## الزمرة الحرة
يمكن تشبيه عناصرها بالكلمات وتقبل مجموعة مولدة تسمى الحروف. ويقال عن كلمتين أنهما متطابقتان إذا كُتبتا بنفس الحروف ونفس الترتيب مع منع تواجد حرفين متتابعين متقابلين.

## أمثلة
- يولد التماتل المحوري جميع التقايسات متل الإزاحة والدوران والتماثل المركزي.

```
* لتكن 
multiplicative group of integers modulo 9
, 
U
9
 
=
 
{1,
 
2,
 
4,
 
5,
 
7,
 
8}
,  هي زمرة جميع الأعداد الصحيحة 
الأولية نسبيا مع
 
 
9 تحت عملية الضرب 
mod
 
9
. لاحظ أن 7 هو ليس عنصرا مولدا ل 
U
9
, لأن 
 
 
 

  

    

      

        
{

        

          
7

          

            
i

          

        

        

          
mod

          

            
9

          

        

        
 

        

          
|

        

        
 

        
i

        
∈

        

          
N

        

        
}

        
=

        
{

        
7

        
,

        
4

        
,

        
1

        
}

        
,

      

    

    
{\displaystyle \{7^{i}{\bmod {9}}\ |\ i\in \mathbb {N} \}=\{7,4,1\},}

  

 
بينما  2 هو عنصر مولد, لأن 
 
 
 

  

    

      

        
{

        

          
2

          

            
i

          

        

        

          
mod

          

            
9

          

        

        
 

        

          
|

        

        
 

        
i

        
∈

        

          
N

        

        
}

        
=

        
{

        
2

        
,

        
4

        
,

        
8

        
,

        
7

        
,

        
5

        
,

        
1

        
}

        
.

      

    

    
{\displaystyle \{2^{i}{\bmod {9}}\ |\ i\in \mathbb {N} \}=\{2,4,8,7,5,1\}.}

  

```